# Samuel Parker (Bischof)
Samuel Parker (* September 1640 in Northampton; † 20. März 1687 in Oxford) war ein englischer Theologe und Bischof von Oxford.

## Leben
Bis 1656 lebte Parker in seiner Heimatstadt, die als puritanische Hochburg galt. Im Alter von 16 Jahren wurde er am Wadham College in Oxford angenommen. Von 1660 bis 1667 studierte er am Trinity College in Oxford: Hier konvertierte er zur Church of England, erreichte im Jahr 1663 den Grad eines Master of Arts und wurde 1664 ordiniert. In dieser Phase begann auch Parkers schriftstellerische Tätigkeit: Zwischen 1665 und 1667 erschienen drei philosophisch-theologische Werke, von denen er eines Gilbert Sheldon, dem Erzbischof von Canterbury, widmete. Von diesem wurde er 1667 zum Priester (rector) von Chartham (Kent) berufen. Parker bezog in verschiedenen Schriften Stellung gegen die Duldung der protestantischen Nonkonformisten. Diese öffentliche Debatte wurde vor allem in den Jahren 1667 bis 1673 geführt. 1670 wurde er Erzdiakon (archdeacon) von Canterbury. Hinzu kam 1671 die Tätigkeit als Priester (rector) von Ickham. Parkers rigorose Positionen provozierten einige scharf geführte Diskussionen: Gegen Andrew Marvell stritt Parker, indem er für staatliche Regulierungen im religiösen Bereich eintrat; mit dem katholischen Theologen Antoine Legrand entstand eine Debatte, da Parker die Philosophie René Descartes’, des Cartesianismus und der Epikureer in der Streitschrift Disputationes de Deo et Providentia Divina (1678) scharf attackierte.
Trotz seiner Haltung in der sogenannten toleration controversy wurde Parker von Charles II. nach London geholt. Seine Aufgabe dort konnte bisher nicht abschließend geklärt werden; es scheint jedoch möglich, dass er für Charles das Werk History of His Own Times verfasste, das jedoch erst 1727 publiziert wurde. König James II. berief Parker im Jahre 1686 zum Bischof von Oxford und ein Jahr später zum Leiter des Magdalen College. Oft wurde vermutet, dass Parker römisch-katholisch gewesen sei; dem Gerücht widersprach er jedoch stets.

## Werke
- Tentamina Physico-Theologica de Deo. London: 1665.
- An Account of the Nature and Extent of the Divine Dominion & Goodnesse. Oxford: 1666.
- A Free and Impartial Censure of the Platonick Philosophie. Oxford: 1666.
- A Discourse of Ecclesiastical Politie. London: 1670.
- A Defence and Continuation of the Ecclesiastical Politie. London: 1671.
- A Discourse in Vindication of Bp Bramhall and the Clergy of the Church of England. London: 1673.
- A Reproof to the Rehearsal Transprosed. London: 1673.
- Disputationes de Deo et Providentia Divina. London: 1678.
- A Demonstration of the Divine Authority of the Law of Nature and of the Christian Religion in Two Parts. London: 1681.
- The Case of the Church of England. London: 1681.
- An Account of the Government of the Christian Church for the First Six Hundred Years. London: 1683.
- Religion and Loyalty. London: 1684.
- Religion and Loyalty, the Second Part. London: 1685.
- Reasons for Abrogating the Test Imposed upon All Members of Parliament. London: 1688.
- A Discourse Sent to the Late King James. London: 1690.
- History of His Own Times. London: 1727.